# 安斎あざみ
安斎 あざみ（あんざい あざみ、1964年 - ）は、日本の小説家。

## 略歴
- 東京都出身、一橋大学社会学部卒業。
- 1992年、「樹木内侵入臨床士」で第74回文學界新人賞受賞、第107回芥川龍之介賞候補。
- 日蘭学会（オランダ文化を研究する国際交流機関）会員。

## 作品リスト
- 樹木内侵入臨床士（『文學界』1992年6月号）
- 水の向こうへ（『文學界』1994年8月号）
- 収集日（『文學界』2000年6月号）
- 鬼ケーキ（『文學界』2003年3月号）
- 鼻先ハトマメ（『文學界』2004年5月号）
- 声（『文學界』2005年12月号）
- トーチンス!（『文學界』2006年9月号）
- 願（『文學界』2007年8月号）